# Distrito de Port Loko
El distrito de Port Loko es uno de los doce distritos de Sierra Leona y uno de los cinco de la provincia del Norte. Cubre un área de 5.719 km² y albergaba una población de 455.025 personas en 2004. La capital es la ciudad de Port Loko.

## Localidades con población en diciembre de 2015
- Bureh Kasseh Makonteh 40,179
- Buya Romende 34,281
- Dibia 15,519
- Kaffu Bullom 120,490
- Koya 85,177
- Lokomasama 78,276
- Maforki 86,764
- Marampa 59,323
- Masimera 40,843
- Sanda Magbolont 23,731
- Tinkatupa Maka Safroko 30,793

- Datos: Q1852034